# Gao Hongbo
Gao Hongbo (高洪波S, Gāo HóngbōP; Pechino, 25 gennaio 1966) è un allenatore di calcio ed ex calciatore cinese.

## Palmarès

### Giocatore

#### Competizioni nazionali
- Coppa della Cina: 1

Beijing Guoan: 1996

### Allenatore

#### Competizioni nazionali
- Campionato cinese: 1

Changchun Yatai: 2007